# Корель (Кот-д’Армор)
Коре́ль (фр. Caurel, брет. Kaorel) — коммуна во Франции, находится в регионе Бретань. Департамент — Кот-д’Армор. Входит в состав кантона Мюр-де-Бретань. Округ коммуны — Сен-Бриё.
Код INSEE коммуны — 22033.

## География
Коммуна расположена приблизительно в 410 км к западу от Парижа, в 105 км западнее Ренна, в 39 км к юго-западу от Сен-Бриё.
Вдоль южной границы коммуны протекает река Блаве.

## Население
Население коммуны на 2008 год составляло 362 человека.
| 1962 | 1968 | 1975 | 1982 | 1990 | 1999 | 2008 | 2016 |
| ---- | ---- | ---- | ---- | ---- | ---- | ---- | ---- |
| 342  | 434  | 358  | 376  | 384  | 387  | 384  | 362  |

## Экономика
В 2007 году среди 177 человек в трудоспособном возрасте (15—64 лет) 123 были экономически активными, 54 — неактивными (показатель активности — 69,5 %, в 1999 году было 62,9 %). Из 123 активных работали 112 человек (61 мужчина и 51 женщина), безработных было 11 (2 мужчин и 9 женщин). Среди 54 неактивных 12 человек были учениками или студентами, 29 — пенсионерами, 13 были неактивными по другим причинам.

## Достопримечательности
- Два менгира (эпоха неолита). Исторический памятник с 1952 года[3]
- Мегалитическое место погребения, известное как дольмен Корн-эр-Уэ (эпоха позднего неолита). Исторический памятник с 1998 года[4]

## Фотогалерея

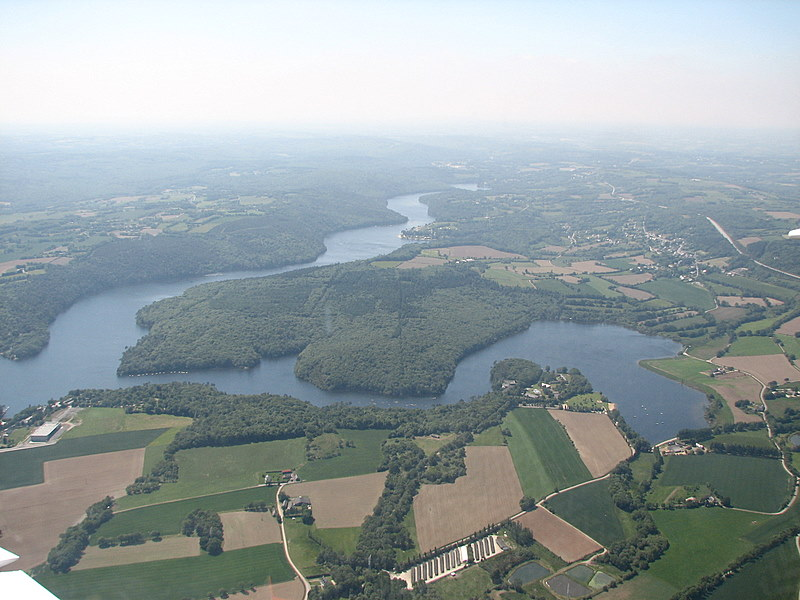
Озеро Герледан
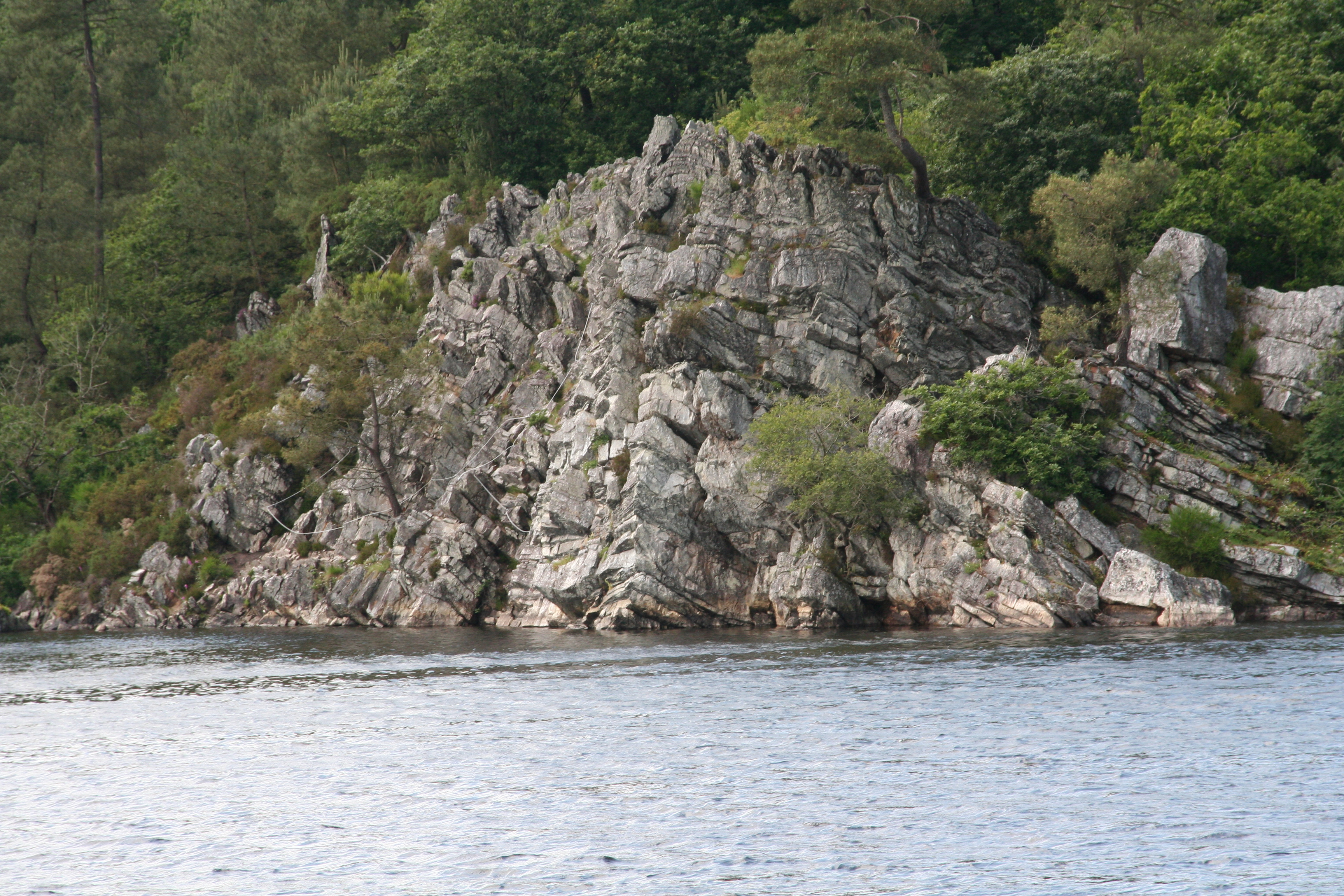
Озеро Герледан
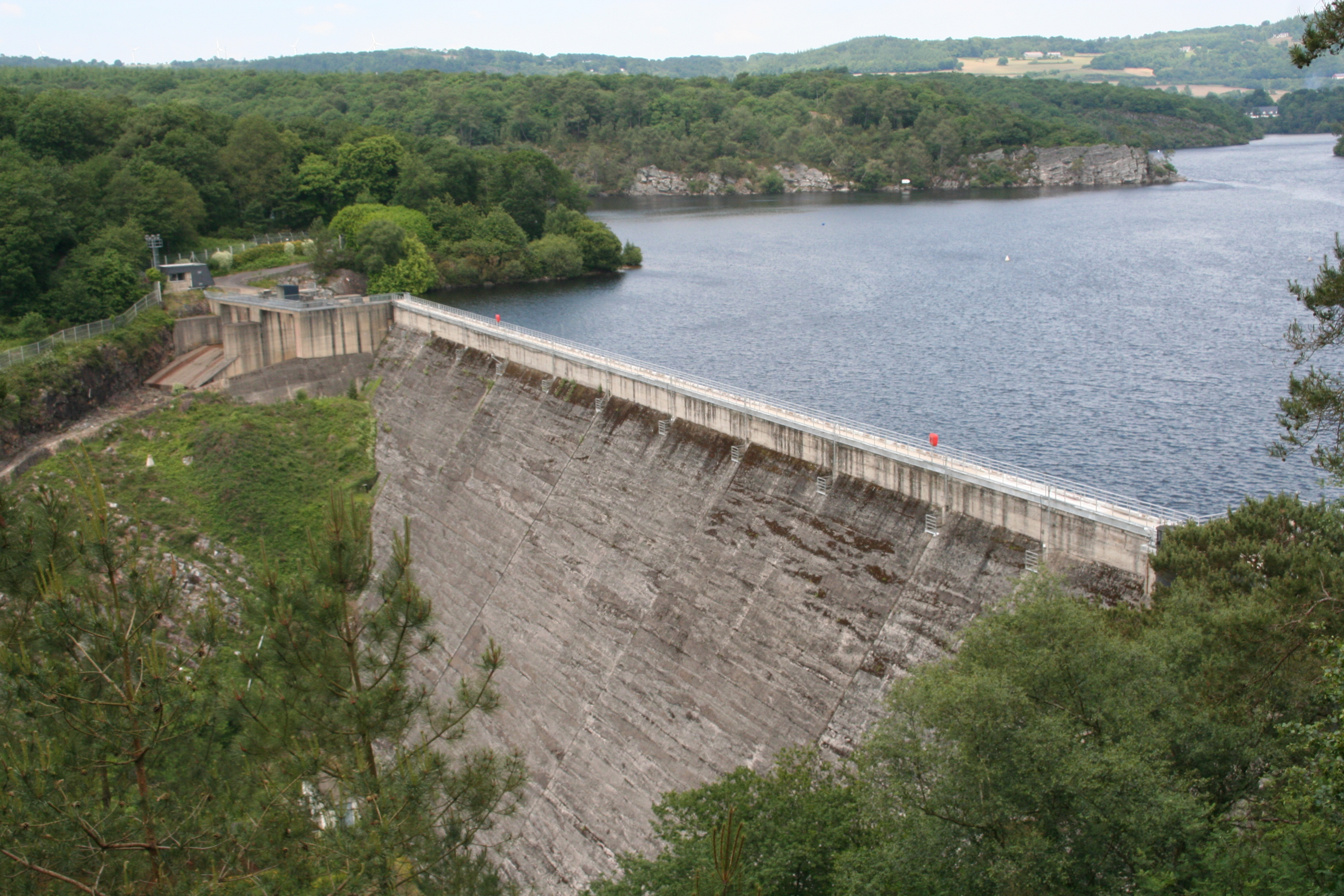
Плотина Герледан
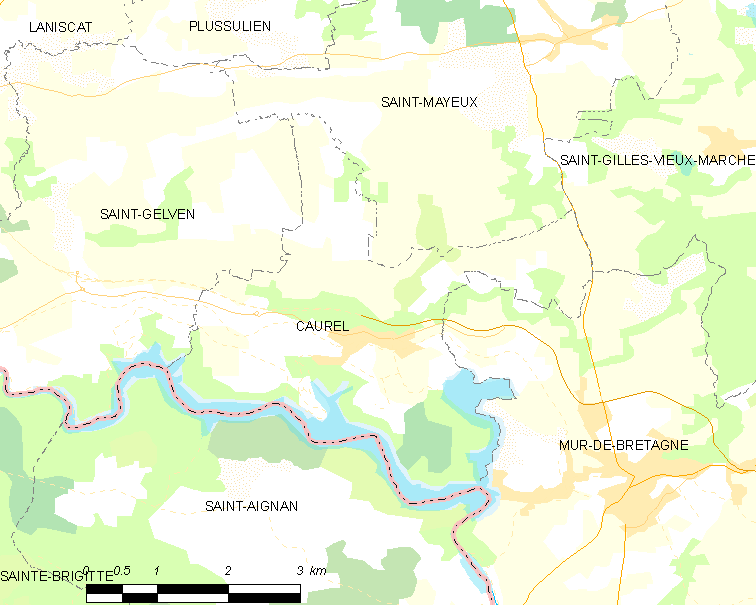
Карта коммуны